# 9ff
9ff ou 9ff Engineering GmbH, anciennement 9ff Fahrzeugtechnik GmbH, est une société allemande de préparation automobile, créée en 2001 par Jan Fatthauer et basée à Dortmund. 9ff est spécialisée dans la modification et la fabrication de voitures de sport extrêmes – dont les puissances dépassent régulièrement les 1 000 chevaux voire 1200 sur la base de véhicules de marque Porsche.
Les autos peuvent être homologuées par la réglementation allemande des transports.
,.

## Histoire
Après une formation d'ingénieur automobile spécialisé en moteur et boite de vitesse acquise à l'université de Hambourg, Jan Fatthauer travaille chez quelques préparateurs automobiles de renom comme Brabus et RUF avant de démissionner pour créer la société 9ff en 2001.
En 2007, le préparateur spécialiste Porsche décide de s'attaquer au record du monde de vitesse pour une voiture homologuée route détenu par la  
Bugatti Veyron,.
En septembre 2013, l'ancienne société, 9ff Fahrzeugtechnik GmbH, dépose une procédure de faillite devant la Cour de Dortmund et se met à la recherche de nouveaux investisseurs pour relancer l'activité. Une nouvelle société, 9ff Engineering GmbH, est fondée en octobre de la même année.

## Record de vitesse pour une voiture de série
Une de leurs créations, la GT9, a notamment été remarquée en 2008 en raison de ses performances supérieures à celles d'une Bugatti Veyron avec notamment une vitesse de pointe de 409,92 km/h et des accélérations de 0 à 300 km/h effectuées en 17,6 secondes,, amenant une notoriété nouvelle à la marque. Ce record pour une voiture de série a été accompli grâce à une synergie avec le fabricant de pneumatiques Continental qui établit à l'occasion une nouvelle référence pour un pneumatique homologué route, le ContiSportContact Vmax. Ces deux records ont été homologués par le TÜV, organisme de certification allemand.

## Modèles créés

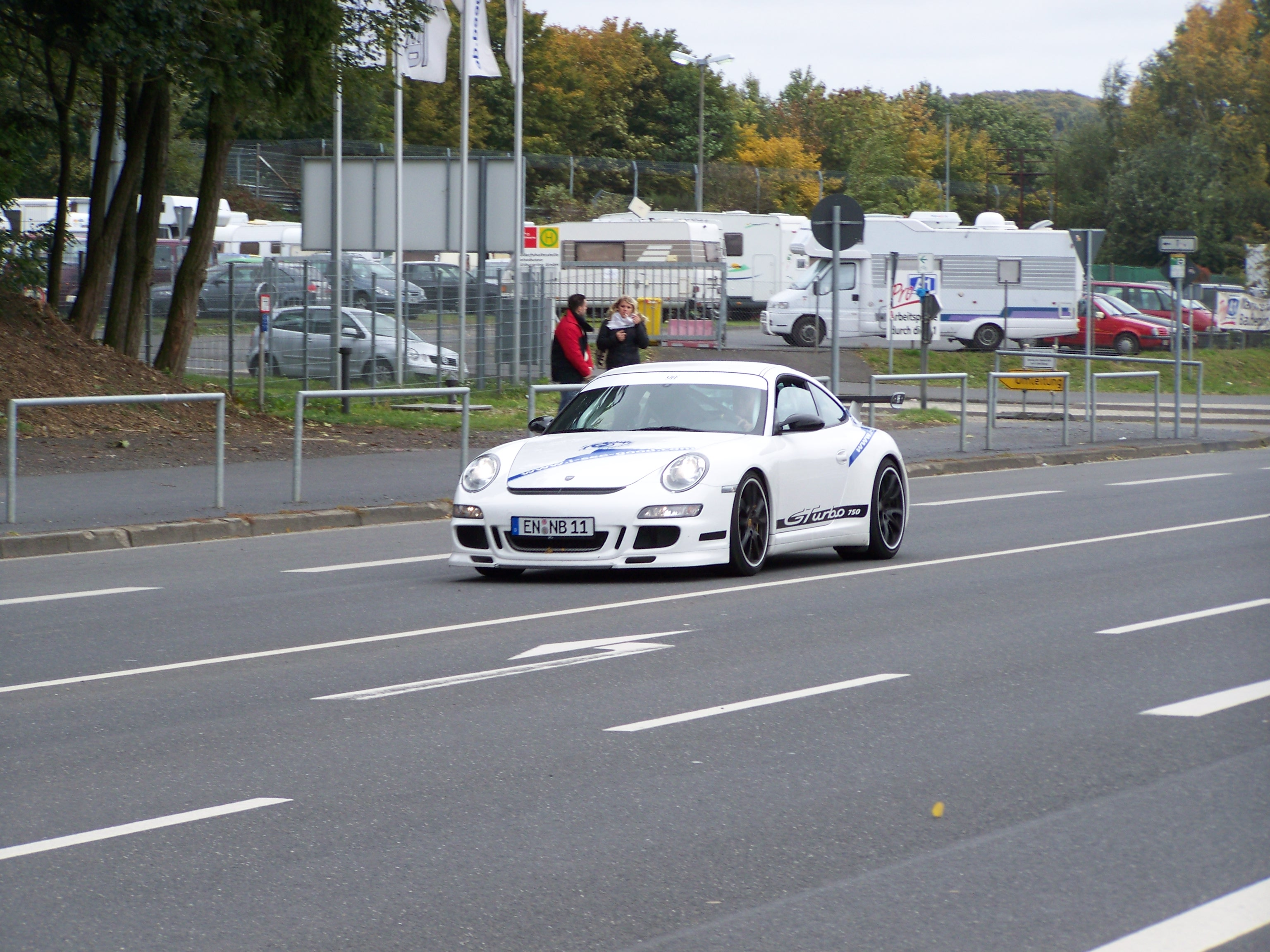
9ff GTurbo 750 basée sur Porsche 997 GT3 RS de 2006

9ff a depuis conçu de nouveaux modèles encore plus performants, avec notamment la gamme Gturbo. Développée à partir de Porsche 911 GT3 RS auxquelles sont greffés des systèmes de suralimentation, cette série de modèles développe jusqu'à 1 200 chevaux.
Liste non exhaustive des modèles : 
- 9ff T6
- 9ff GT9
- 9ff Speed9
- Speed9 (version 2)
- 9ff GTurbo 1200
- 9ff V400
- 9ff GTurbo 750
- 9ff GT9 CS
- 9ff GT9 Vmax
- 9ff GTronic 1200
- 9ff Golf 7R
- 9ff F97 A-max

### Vidéo
- « Grand Format : A la découverte du préparateur 9FF » [vidéo], sur Automoto, 26 octobre 2014 (consulté le 26 juin 2022).